# Beniardá
Beniardá (en valenciano y oficialmente, Beniardà) es un municipio de la Comunidad Valenciana, España. Situado en el interior de la provincia de Alicante, en la comarca de la Marina Baja. Cuenta con 227 habitantes (INE 2015 Beniardà).

## Geografía
Está ubicado en el interior del valle de Guadalest junto al majestuoso pantano y justo a los pies de la sierra de Aitana. Por todo ello, y aun siendo un municipio de reducidas dimensiones, guarda lugares donde disfrutar de la tranquilidad y de hermosos paisajes.
Situado a orillas del embalse de Guadalest, al pueblo se baja por la carretera que une Callosa de Ensarriá con Alcoy. Desde Alicante se accede por la AP-7 o la N-332 tomando en Benidorm la CV-70.
El término municipal linda con los términos de Benifato, Benimantell, Confrides, Castell de Castells y Famorca.

## Historia
Antigua alquería musulmana después de la conquista quedó adscrita al señorío de Guadalest. Después de la ocupación de la zona por tropas cristianas, continuó manteniendo su población árabe, que en el momento de su expulsión se contabilizaba en poco más de 200 habitantes. En 1612 obtuvo parroquia propia y en 1637 se independizó de Guadalest.

## Geografía humana

### Demografía
Cuenta con una población de 235 habitantes (INE 2024).
| Gráfica de evolución demográfica de Beniardá entre 1842 y 2021                                                        |
| |
| Población de derecho según los censos de población del INE. Población de hecho según los censos de población del INE. |

| Población | 991 | 827 | 741 | 580 | 556 | 521 | 509 | 464 | 397 | 314 | 264 | 234 | 205 | 210 | 215 |

### Economía
Su actividad económica tradicional es: la agricultura de secano( almendros y olivos), la de frutas y hortalizas. En la actualidad también cuenta con el turismo rural.

## Política
El ayuntamiento, desde 2011, está gobernado por el PSPV-PSOE, con 4 concejales; el PP tiene 1.
| Periodo   | Nombre                  | Partido   |
| --------- | ----------------------- | --------- |
| 1979-1983 | César Vicedo Bou        | UCD       |
| 1983-1987 | José Bou Ramón          | AP        |
| 1987-1991 | José Bou Ramón          | AP / PP   |
| 1991-1995 | José Bou Ramón          | PP        |
| 1995-1999 | Fernando Seguí Mansanet | PSPV-PSOE |
| 1999-2003 | César Vicedo Bou        | PP        |
| 2003-2007 | César Vicedo Bou        | PP        |
| 2007-2011 | César Vicedo Bou        | PP        |
| 2011-2015 | Rafaela Llorens Cepas   | PSPV-PSOE |
| 2015-2019 | Rafaela Llorens Cepas   | PSPV-PSOE |
| 2019-2023 | Rafaela Llorens Cepas   | PSPV-PSOE |

## Fiestas y celebraciones
- Fiestas Patronales. Se celebran el primer fin de semana de agosto en honor de la Virgen de los Dolores.

- Fiestas de los Jóvenes. El último fin de semana de julio los jóvenes del pueblo celebran sus fiestas en honor de san Juan.
- Feria Artesanal.Uno de los actos más importantes y de mayor afluencia de visitantes en Beniardà es su feria artesanal. Se celebra a finales de junio y en ella se exponen productos autóctonos, se representan espectáculos de música tradicional y juegos y animación para los niños.

## Monumentos y lugares de interés
- Fuentes. Posee la Font Vella y la Font de la Mesquita. La Font Vella, donde se encuentra una fuente que abastece aún al lavadero del pueblo y preside una zona rodeada de chopos. La Font de la Mesquita está enclavada en los alrededores de donde se cree que estuvo la segunda mayor mezquita de al-Ándalus.

- Iglesia. Cuenta con una iglesia que data del siglo XVI, en honor de san Juan Bautista. Fue una de las primeras iglesias construidas en el valle de Guadalest. En su arquitectura cabe destacar el campanario, que cuenta con una cúpula de tejas verdes. 
El periodista y traductor José Santacreu, oriundo del lugar, fue bautizado en esta iglesia en julio de 1909 con el nombre José del Monte Carmelo.

- El municipio cuenta también en su casco urbano,un ayuntamiento, la casa de cultura, piscina pública, una escuela de enseñanza primaria, polideportivo y cementerio municipal (situado a las afueras del pueblo).

- Dispone de servicios básicos como: hostelería, tiendas de alimentación y Farmacia.

## Gastronomía
Los platos típicos son la Olleta de blat, pilotes de Dacsa, minchos, conejo.